# Congregazione di carità
Congregazione di carità è la denominazione ottocentesca delle istituzioni statali destinate a venir incontro ai bisogni della popolazione povera. In Italia, nelle congregazioni furono incorporati i beni immobili requisiti alle istituzioni caritative e benefiche della Chiesa cattolica.

## Storia

### Periodo preunitario
Dopo l'invasione napoleonica dell'Italia e con la creazione degli stati vassalli, iniziò un processo di soppressione e razionalizzazione delle istituzioni caritative e benefiche ecclesiastiche. Tale processo portò alla creazione di un organismo gestionale, denominato Congregazione di carità.
Con decreto 3 agosto 1803, il vicepresidente della Repubblica Italiana, Francesco Melzi d'Eril  stabilì un regolamento provvisorio per l'amministrazione e tutela dei beni addetti a istituti di religione o di beneficenza.
Il 5 settembre 1807, un decreto del viceré del Regno italico, Eugenio di Beauharnais, disciplinò la beneficenza pubblica. Il successivo decreto del 21 dicembre 1807, stabilì la competenza del Ministro dell'Interno, mentre i comuni venivano caricati dell'onere dei bisogni degli ospedali, orfanotrofi, istituti elemosinieri. I beni prima appartenenti a tali istituzioni venivano trasferiti a Congregazioni di carità, amministrati da probi cittadini del comune.
Dopo una momentanea soppressione, le congregazioni vennero riattivate per il Regno Lombardo-Veneto dal governo austriaco, con una amministrazione semplificata.

### Dopo l'unità d'Italia
A seguito dell'unificazione nazionale italiana, la legge 3 agosto 1862 n. 753 («legge Rattazzi») 
istituì la congregazione di carità con lo scopo di curare l'amministrazione dei beni destinati all'erogazione di sussidi e altri benefici per i poveri. La legge prevedeva una congregazione di carità per ciascun comune. La decisione effettiva sulla creazione della Congregazione spettava comunque al Consiglio comunale, in autonomia.
La gestione della congregazione era affidata ad un consiglio di amministrazione, eletto dal consiglio comunale o cooptato. Il provvedimento demandò alle congregazioni la vigilanza sulle Opere Pie, assegnando compiti di controllo sui loro bilanci.
La legge di riforma del 17 luglio 1890 (cd. «legge Crispi») stabilì l'obbligo per ciascuno comune di dotarsi di una Congregazione di carità. Inoltre creò un organismo, la Giunta Provinciale Amministrativa, che consentì al governo centrale di controllare l'operato delle Congregazioni. La natura accentratrice dell'organismo era dimostrata dal fatto che era presieduta dal prefetto.

### Soppressione
Con la Legge 3 giugno 1937, n. 847, in materia di "Istituzione in ogni Comune del Regno dell'Ente comunale di assistenza" si ebbe la soppressione delle congregazioni di carità: le competenze esercitate da queste passarono agli Enti comunali di assistenza (ECA).

### Fonti normative
- decreto 3 agosto 1803 (= d. 3 ago 1803)
- decreto 5 settembre 1807 (= d. 5 set 1807)
- decreto 21 dicembre 1807 (= d. 21 dic 1807)
- legge 20 novembre 1859 (= l. 20 nov 1859)
- legge 3 agosto 1862, n. 753 (= l. 753/1862)
- legge 17 luglio 1890, n. 6972 (= l. 6972/1890)
- decreto 5 febbraio 1891 (= d. 5 feb 1891)
- legge 3 giugno 1937, n. 847 (= l. 847/1937)